# Деньгин, Сергей Алексеевич
Сергей Алексеевич Деньгин — советский военный деятель, генерал-майор.

## Биография
Родился в 1900 году в деревне Жучково. Член КПСС.
До 1939 года — комсомольский и партийный работник в Смоленской области, секретарь Смоленского обкома ВКП(б).
В РККА с 1939 года.
Участник Великой Отечественной войны: старший инспектор управления тыла, военный комиссар управления продовольственного снабжения Западного фронта, член Военного Совета 21-й армии, член Военного совета 5-й армии
В 1950—1953 гг. — комендант Берлина.
В 1963—1969 гг. — начальник квартирно-эксплуатационной службы Главного строительно-квартирного управления вооруженных сил СССР.
В отставке с 1969 года.
Умер в 1989 году в Москве.

## Награды
- Орден Красного Знамени (28.09.1943, 04.07.1944)
- Орден Кутузова II степени (15.04.1945, 08.09.1945)
- Орден Александра Невского
- Орден Отечественной войны I степени (1946, 1985)
- Орден Красной Звезды (24.01.1943, 30.12.1956)